# Swetlana Alferowa
Swetlana Alferowa (* um 1970; russisch Светлана Алферова, englische Transkription Svetlana Alferova) ist eine russische Badmintonspielerin. 

## Karriere
Swetlana Alferowa wurde 1995 erstmals nationale Meisterin in Russland. Ein weiterer Titelgewinn folgte 1997. 1997 und 1999 nahm sie an den Badminton-Weltmeisterschaften teil. 1994 siegte sie bei den Russian Open und den Slovenian International.